# Elfriede Jerra
Elfriede Jerra (* 18. Mai 1906; † nach 1954) war eine deutsche Theater- und Filmschauspielerin.

## Leben
Elfriede Jerra wuchs in Berlin auf. Sie war zunächst Theater-Schauspielerin. 1927 hatte sie ihren ersten Film-Auftritt. Ab 1931 war sie Mitwirkende beim Berliner Kabarett-Ensemble Ping-Pong. Als UFA-Schauspielerin spielte sie eine Reihe von Nebenrollen überwiegend in Komödien. 1954 spielte sie ihre letzte Filmrolle.

## Filmografie (Auswahl)
- 1927: Glück im Winkel
- 1931: Die lustigen Weiber von Wien
- 1931: Der Raub der Mona Lisa
- 1933: Lachende Erben
- 1933: Die schönen Tage von Aranjuez
- 1933: Kind, ich freu’ mich auf Dein Kommen
- 1934: Besuch am Abend
- 1935: Buchhalter Schnabel (Ein junger Herr aus Oxford)
- 1935: Warum lügt Fräulein Käthe?
- 1937: Und du mein Schatz fährst mit
- 1938: Das große Abenteuer
- 1954: Alles für dich, mein Schatz